# Weissseekopf
Weissseekopf är en bergstopp i Österrike. Den ligger i distriktet Spittal an der Drau och förbundslandet Kärnten, i den centrala delen av landet. Toppen på Weissseekopf är 2 910 meter över havet.
Den högsta punkten i närheten är Alteck, 2 942 meter över havet, norr om Weissseekopf.
Trakten runt Weissseekopf består i huvudsak av kala bergstoppar.